# Laurasien

Laurasien för 200 miljoner år sedan

Laurasien var en superkontinent som bildades för omkring 400 miljoner år sedan i samband med den Nordamerikanska plattan, som även omfattade Grönland och förenades med Baltika, den platta som omfattade Skandinavien i en gemensam kontinent. För 250 miljoner år sedan kolliderade den med Gondwanaland och bildade superkontinenten Pangea, men för 200 miljoner år sedan skildes Laurasien åter från Gondwanaland av Tethyshavet. För 70 miljoner år sedan bildades Nordatlanten varvid Eurasien och Nordamerika skildes åt.

### Fotnoter
1. ↑  Nationalencyklopedin multimedia plus, 2000 (uppslagsord plattektonik)